# ルイーセ・ア・ダンマーク (1750-1831)
ルイーセ・ア・ダンマーク（Louise af Danmark, 1750年1月20日 - 1831年1月12日）は、デンマーク＝ノルウェー王フレゼリク5世とその最初の妃でイギリス王ジョージ2世の娘であるルイーズとの間に生まれた三女で、ヘッセン選帝侯家の公子・ヘッセン＝カッセル方伯カールと結婚した。

## 生涯
ルイーセは1766年8月30日にクリスチャンスボー宮殿において、母方の従兄でノルウェー総督のカール公子と結婚した。ルイーセの兄のデンマーク王クリスチャン7世は、カールは王を放蕩児呼ばわりして激しく非難しており、また国王と親しくなく全く重要な人物ではないといった側近たちの反対意見にもかかわらず、妹とカールの結婚を認可した。しかしクリスチャン7世のカールに対する好意は徐々に冷め、ルイーセとカールは1767年の春にはコペンハーゲン宮廷を去ってハーナウに移ることを余儀なくされた。
しかし翌1768年、カールはクリスチャン7世の領土の一部であるシュレースヴィヒ公国とホルシュタイン公国の総督に就任したため、ルイーセは夫と子供と一緒にシュレースヴィヒのゴットーフ城に移り住んだ。1770年、ルイーセはクリスチャン7世からシュレースヴィヒ地方のギュビに荘園を与えられ、荘園はルイーセに敬意を表してルイーゼンルントと改称した。1790年には、長女のマリーを甥の摂政王太子フレゼリク（後の国王フレゼリク6世）に嫁がせている。

## 子女
夫のカールとの間に6人の子女をもうけている。
- マリー（1767年 - 1852年） - 1790年、デンマーク王フレゼリク6世と結婚
- ヴィルヘルム（1769年 - 1772年）
- フリードリヒ（1771年 - 1845年） - シュレースヴィヒ＝ホルシュタイン総督
- ユリアーネ（1773年 - 1860年） - イッツェホー女子修道院長
- クリスティアン（1776年 - 1814年）
- ルイーゼ・カロリーネ（1789年 - 1867年） - 1810年、グリュックスブルク公フリードリヒ・ヴィルヘルムと結婚